# Arthur Richter (Seelsorger)
Arthur Richter (* 1908 in Bentschen, Provinz Posen; † 1993 in Hannover) war Seelsorger, Laientheologe und der langjährige Geschäftsführer des Marburger Kreises, an dessen Gründung er beteiligt war.

## Leben
Arthur Richter wollte Pfarrer werden, musste jedoch eine technisch-kaufmännische Lehre machen. Er trat in den technischen Dienst der Reichswehr ein und wurde dort Offizier. 1945 geriet er in Kriegsgefangenschaft. 1946 gewann er bei einer Evangelisation die Glaubensgewissheit, die er lange gesucht hatte. Eine wichtige Rolle spielte dabei für ihn die persönliche Beichte, die er in evangelischen Kreisen salonfähig machte, und die tägliche Stille Zeit als morgendliches Hören auf Gottes Willen für das tägliche Tun, die später auch für die Arbeit des Marburger Kreises wesentlich wurden. Am Morgen werden still die Losungsworte aus dem Losungsbuch der Herrnhuter Brüdergemeine gelesen und darüber reflektiert, so dass es dadurch zu einem Anreden Jesu bzw. Gottes kommt. Die dabei im Gebet auftauchenden Gedanken werden meist schriftlich fixiert, zumal es auch um die Aufgaben des Tages geht.
Sehr bald wurde Arthur Richter selbst als Seelsorger gesucht. Er engagierte sich als Geschäftsführer des „Arbeitskreises für Volksmission“ in Hannover und dann in der Moralischen Aufrüstung. Als diese sich von einer christlichen Basis zu einer humanistischen Gruppe entwickelte, distanzierte sich Richter und gründete 1957 mit einigen Freunden den Marburger Kreis, dem er bis in die 1980er Jahre als Geschäftsführer vorstand. Örtliche Gruppen im Marburger Kreis arbeiten dort als „Mannschaften“, die kirchenferne Menschen in nüchterner und sachlicher Aufklärung zur Nachfolge Jesu Christi bewegen wollen. Zentrum dieser Missionstätigkeit sind dabei sogenannte „Gästetagungen“, bei denen glaubensferne Menschen mit Jesus und dem Reich Gottes in Kontakt gebracht werden.
1963 wurde ihm in der lutherischen Kirche das „Recht der freien Wortverkündigung“ im Sprengel Hannover verliehen. Richter predigte nun auch in der Marktkirche in Hannover.
Ein wesentlicher Beitrag zur Entwicklung des Marburger Kreises waren Arthur Richters 187 Rundbriefe, die von 1955 bis 1986 im Zweimonatsturnus versandt wurden und deren Inhalte er später in verschiedenen Büchern publizierte, die in mehrere Sprachen übersetzt wurden. Sein Buch Auf der Suche nach Freiheit, das die wesentlichen Schwerpunkte des Marburger Kreises beschreibt, erlebte bis heute 23 Auflagen. Die Auflage seiner Bücher hatte 1981 schon 250.000 erreicht. Sein Buch Prozess gegen Gott, in dem er in anschaulicher Weise die Passion Jesu schilderte, erschien bis 1993 in elf Auflagen und wurde ins Niederländische und Portugiesische übersetzt.
Arthur Richter starb 1993, nachdem er jahrelang an der Alzheimerschen Krankheit gelitten hatte.

## Werke (Auswahl)
- Jesus, der große Unbekannte. R. Brockhaus, Wuppertal 1972, ISBN 3-87630-014-2.
- Gebote Gottes für unsere Zeit. R. Brockhaus, Wuppertal 1973, ISBN 3-417-00430-6.
- Prozess gegen Gott. 11. Auflage, R. Brockhaus, Wuppertal 1993, ISBN 3-417-20029-6.
- Auf der Suche nach Freiheit. 23. Auflage, R. Brockhaus, Wuppertal 1993, ISBN 3-417-20023-7.